# Dasybasis chillan
Dasybasis chillan är en tvåvingeart som beskrevs av Coscaron 1972. Dasybasis chillan ingår i släktet Dasybasis och familjen bromsar. Inga underarter finns listade i Catalogue of Life.